# Angola a 2024. évi nyári olimpiai játékokon
Angola a franciaországi Párizsban megrendezett 2024. évi nyári olimpiai játékok egyik részt vevő nemzete volt. Az országot az olimpián 7 sportágban 25 sportoló képviselte, akik érmet nem szereztek.

## Atlétika
Férfi
| Versenyző     | Versenyszám | Selejtező | Selejtező | Selejtező | Előfutam | Előfutam | Előfutam | Elődöntő | Elődöntő | Elődöntő | Döntő   | Döntő    |
| Versenyző     | Versenyszám | Idő       | Hely.     | Össz.     | Idő      | Hely.    | Össz.    | Idő      | Hely.    | Össz.    | Idő     | Helyezés |
| ------------- | ----------- | --------- | --------- | --------- | -------- | -------- | -------- | -------- | -------- | -------- | ------- | -------- |
| Marcos Santos | 100 m       | 10,31     | 2.        | 5.        | 10,40    | 7.       | 58.      | kiesett  | kiesett  | kiesett  | kiesett | kiesett  |

## Cselgáncs
Férfi
| Versenyző      | Versenyszám | 32-es főtábla                      | Nyolcaddöntő      | Negyeddöntő       | Elődöntő          | Vigaszág elődöntő | Bronz- mérkőzés   | Döntő             | Helyezés |
| Versenyző      | Versenyszám | Ellenfél Eredmény                  | Ellenfél Eredmény | Ellenfél Eredmény | Ellenfél Eredmény | Ellenfél Eredmény | Ellenfél Eredmény | Ellenfél Eredmény | Helyezés |
| -------------- | ----------- | ---------------------------------- | ----------------- | ----------------- | ----------------- | ----------------- | ----------------- | ----------------- | -------- |
| Edmilson Pedro | Harmatsúly  | Serdar Rahimov (TKM) · 01(3)–10(0) | kiesett           | kiesett           | kiesett           | kiesett           | kiesett           | kiesett           | 17.      |

## Evezés
Férfi
| Versenyző    | Versenyszám  | Előfutam | Előfutam | Vigaszág | Vigaszág | Negyeddöntő   | Negyeddöntő   | Elődöntő | Elődöntő | Elődöntő | Döntő | Döntő   | Döntő | Helyezés |
| Versenyző    | Versenyszám  | Idő      | Hely.    | Idő      | Hely.    | Idő           | Hely.         | Típus    | Idő      | Hely.    | Típus | Idő     | Hely. | Helyezés |
| ------------ | ------------ | -------- | -------- | -------- | -------- | ------------- | ------------- | -------- | -------- | -------- | ----- | ------- | ----- | -------- |
| André Matias | Egypárevezős | 7:52,78  | 6.       | 8:01,98  | 5.       | nem jutott be | nem jutott be | E/F      | 8:01,63  | 4.       | F     | 7:30,43 | 2.    | 32.      |

## Kajak-kenu

### Gyorsasági
Férfi
| Versenyző                     | Versenyszám       | Előfutam | Előfutam | Előfutam | Negyeddöntő | Negyeddöntő | Negyeddöntő | Elődöntő      | Elődöntő      | Elődöntő      | Döntő   | Döntő   | Döntő    | Helyezés |
| Versenyző                     | Versenyszám       | Idő      | Hely.    | Össz.    | Idő         | Hely.       | Össz.       | Idő           | Hely.         | Össz.         | Típus   | Idő     | Helyezés | Helyezés |
| ----------------------------- | ----------------- | -------- | -------- | -------- | ----------- | ----------- | ----------- | ------------- | ------------- | ------------- | ------- | ------- | -------- | -------- |
| Benilson Sanda                | Kenu egyes 1000 m | 4:11,40  | 5.       | 24.      | 4:12,73     | 5.          | 14.         | kiesett       | kiesett       | kiesett       | kiesett | kiesett | kiesett  | 24.      |
| Manuel António Benilson Sanda | Kenu kettes 500 m | 1:51,53  | 6.       | 12.      | 1:49,00     | 4.          | 4.          | nem jutott be | nem jutott be | nem jutott be | B       | 1:55,74 | 4.       | 12.      |

## Kézilabda

### Női
| Angolai női kézilabdacsapat-játékoskeret                                                                                    | Angolai női kézilabdacsapat-játékoskeret                                                                                |
| --- | --- |
| - Marta Alberto - Azenaide Carlos - Natalia Fonseca - Chelcia Gabriel - Albertina Kassoma - Juliana Machado - Liliane Mario | - Vilma Nenganga - Stelvia Pascoal - Eliane Paulo - Helena Paulo - Marília Quizelete - Dolores Rosário - Natália Santos |
| Szövetségi kapitány: Carlos Viver                                                                                           | |

#### Eredmények
Csoportkör
B csoport
| Hely. | Csapat                  | M | Gy | D | V | G+  | G–  | Gk  | P  | Továbbjutás |
| ----- | ----------------------- | - | -- | - | - | --- | --- | --- | -- | ----------- |
| 1.    | Franciaország (FRA) (R) | 5 | 5  | 0 | 0 | 159 | 124 | +35 | 10 | Negyeddöntő |
| 2.    | Hollandia (NED)         | 5 | 4  | 0 | 1 | 152 | 137 | +15 | 8  | Negyeddöntő |
| 3.    | Magyarország (HUN)      | 5 | 2  | 1 | 2 | 137 | 140 | −3  | 5  | Negyeddöntő |
| 4.    | Brazília (BRA)          | 5 | 2  | 0 | 3 | 127 | 119 | +8  | 4  | Negyeddöntő |
| 5.    | Angola (ANG)            | 5 | 1  | 1 | 3 | 131 | 154 | −23 | 3  |             |
| 6.    | Spanyolország (ESP)     | 5 | 0  | 0 | 5 | 111 | 143 | −32 | 0  |             |

| 2024. július 25. 11:00 | Hollandia (NED)     | 34–31       | Angola (ANG)      | Paris Expo Porte de Versailles, Párizs Nézőszám: 5765 Játékvezetők: Kuttler, Merz (GER) |
| 2024. július 25. 11:00 | Malestein, Polman 8 | (19–18)     | Nenganga, Paulo 6 | Paris Expo Porte de Versailles, Párizs Nézőszám: 5765 Játékvezetők: Kuttler, Merz (GER) |
| 2024. július 25. 11:00 | 1× 1×               | Jegyzőkönyv | 3×                | Paris Expo Porte de Versailles, Párizs Nézőszám: 5765 Játékvezetők: Kuttler, Merz (GER) |

| 2024. július 28. 19:00 | Angola (ANG) | 26–21       | Spanyolország (ESP) | Paris Expo Porte de Versailles, Párizs Nézőszám: 5748 Játékvezetők: Konjičanin, Konjičanin (BIH) |
| 2024. július 28. 19:00 | Nenganga 7   | (14–15)     | Campos 6            | Paris Expo Porte de Versailles, Párizs Nézőszám: 5748 Játékvezetők: Konjičanin, Konjičanin (BIH) |
| 2024. július 28. 19:00 | 4× 1×        | Jegyzőkönyv | 3× 1×               | Paris Expo Porte de Versailles, Párizs Nézőszám: 5748 Játékvezetők: Konjičanin, Konjičanin (BIH) |

| 2024. július 30. 16:00 | Magyarország (HUN) | 31–31       | Angola (ANG) | Paris Expo Porte de Versailles, Párizs Nézőszám: 5834 Játékvezetők: Kurtagic, Wetterwik (SWE) |
| 2024. július 30. 16:00 | Klujber 9          | (15–16)     | Kassoma 9    | Paris Expo Porte de Versailles, Párizs Nézőszám: 5834 Játékvezetők: Kurtagic, Wetterwik (SWE) |
| 2024. július 30. 16:00 | 2× 1×              | Jegyzőkönyv | 2×           | Paris Expo Porte de Versailles, Párizs Nézőszám: 5834 Játékvezetők: Kurtagic, Wetterwik (SWE) |

| 2024. augusztus 1. 16:00 | Angola (ANG)    | 24–38       | Franciaország (FRA) | Paris Expo Porte de Versailles, Párizs Nézőszám: 5816 Játékvezetők: Kleven, Jørum (NOR) |
| 2024. augusztus 1. 16:00 | három játékos 5 | (14–18)     | Kanor 7             | Paris Expo Porte de Versailles, Párizs Nézőszám: 5816 Játékvezetők: Kleven, Jørum (NOR) |
| 2024. augusztus 1. 16:00 | 2× 1×           | Jegyzőkönyv | 1×                  | Paris Expo Porte de Versailles, Párizs Nézőszám: 5816 Játékvezetők: Kleven, Jørum (NOR) |

| 2024. augusztus 3. 14:00 | Brazília (BRA) | 30–19       | Angola (ANG) | Paris Expo Porte de Versailles, Párizs Nézőszám: 5801 Játékvezetők: Lah, Sok (SLO) |
| 2024. augusztus 3. 14:00 | Bitolo 7       | (14–6)      | Pascoal 4    | Paris Expo Porte de Versailles, Párizs Nézőszám: 5801 Játékvezetők: Lah, Sok (SLO) |
| 2024. augusztus 3. 14:00 | 2× 1×          | Jegyzőkönyv | 1× 2×        | Paris Expo Porte de Versailles, Párizs Nézőszám: 5801 Játékvezetők: Lah, Sok (SLO) |

| Csapat       | Helyezés |
| ------------ | -------- |
| Angola (ANG) | 9.       |

## Úszás
Férfi
| Versenyző            | Versenyszám | Előfutam | Előfutam | Előfutam | Elődöntő | Elődöntő | Elődöntő | Döntő   | Döntő    |
| Versenyző            | Versenyszám | Idő      | Hely.    | Össz.    | Idő      | Hely.    | Össz.    | Idő     | Helyezés |
| -------------------- | ----------- | -------- | -------- | -------- | -------- | -------- | -------- | ------- | -------- |
| Henrique Mascarenhas | 100 m gyors | 52,52    | 7.       | 64.      | kiesett  | kiesett  | kiesett  | kiesett | kiesett  |

Női
| Versenyző | Versenyszám    | Előfutam | Előfutam | Előfutam | Elődöntő | Elődöntő | Elődöntő | Döntő   | Döntő    |
| Versenyző | Versenyszám    | Idő      | Hely.    | Össz.    | Idő      | Hely.    | Össz.    | Idő     | Helyezés |
| --------- | -------------- | -------- | -------- | -------- | -------- | -------- | -------- | ------- | -------- |
| Lia Lima  | 200 m pillangó | 2:22,19  | 7.       | 19.      | kiesett  | kiesett  | kiesett  | kiesett | kiesett  |

## Vitorlázás
Férfi
| Versenyző    | Versenyszám    | Futam | Futam | Futam | Futam | Futam | Futam | Futam | Futam | Futam | Futam | Futam   | Pontszám | Helyezés |
| Versenyző    | Versenyszám    | 1     | 2     | 3     | 4     | 5     | 6     | 7     | 8     | 9     | 10    | É       | Pontszám | Helyezés |
| ------------ | -------------- | ----- | ----- | ----- | ----- | ----- | ----- | ----- | ----- | ----- | ----- | ------- | -------- | -------- |
| Filipe Andre | ILCA 7 (Laser) | 41    | 42    | 23    | 12    | 40    | 40    | 30    | 43,2  | X     | X     | kiesett | 228      | 39.      |

Vegyes
| Versenyző                     | Versenyszám    | Futam | Futam | Futam | Futam | Futam | Futam | Futam | Futam | Futam | Futam | Futam   | Pontszám | Helyezés |
| Versenyző                     | Versenyszám    | 1     | 2     | 3     | 4     | 5     | 6     | 7     | 8     | 9     | 10    | É       | Pontszám | Helyezés |
| ----------------------------- | -------------- | ----- | ----- | ----- | ----- | ----- | ----- | ----- | ----- | ----- | ----- | ------- | -------- | -------- |
| Matias Montinho Manuela Paulo | 470-es osztály | 16    | 18    | 20    | 20    | 19    | 18    | 17    | 18    | X     | X     | kiesett | 126      | 19.      |

X - törölt futam